# Amiral Ouchakov (cuirassé)
Pour les autres navires du même nom, voir Amiral Ouchakov.
L’Amiral Ouchakov (en russe : Адмирал Ушаков) est un cuirassé de défense côtière de la Marine impériale de Russie. Il dut son nom à l'amiral Fiodor Fiodorovitch Ouchakov. L’Amiral Ouchakov appartenait à une sous-classe de navires de ligne. Deux sisters-ships furent construits sur le même modèle : l’Amiral Seniavine, l’Amiral général Apraxine. Ces navires furent construits pour combattre les Suédois en mer Baltique. Lors de la Guerre russo-japonaise (1904-1905), au soir de la seconde journée de la bataille de Tsushima il est sabordé (28 mai 1905).

## Historique
Lors de son lancement, le 27 octobre 1893, l’Amiral Ouchakov fut affecté dans la Flotte de la Baltique. En 1904, les rapports diplomatiques avec le Japon se dégradèrent. Au siège de Port-Arthur, le 1er escadron du Pacifique subit de lourdes pertes. Le gouvernement impérial prit la décision de renforcer les forces navales de la flotte du Pacifique placées sous le commandement de l'amiral Zinovi Rojestvenski. Nicolas II de Russie ordonna le transfert de l’Amiral Ouchakov dans le 3e escadron du Pacifique commandé par l'amiral Nikolaï Ivanovitch Nebogatov (1849-1922). Sous la pression de l'Amirauté, les cuirassés Amiral général Apraxine et Amiral Seniavine se joignirent à l’Amiral Ouchakov. Ces derniers empruntèrent le canal de Suez puis traversèrent l'Océan Indien. La jonction avec la flotte de Zinovi Rojestvenski eut lieu au large de la baie de Cam Ranh en Indochine. Ensemble ils s'engagèrent dans le détroit de Tsushima.

## Sabordage de l’Amiral Ouchakov
Dans l'après-midi du 27 mai 1905, la flotte impériale de Russie entra en contact avec la flotte japonaise. À 14 heures 08, le Prince Souvorov ouvrit le feu ; ainsi débuta la bataille de Tsushima. Les navires japonais aux prises avec le Prince Souvorov et l’Osliabia ne prirent pas garde à la fin de la ligne russe. Grâce à leur vitesse supérieure, les navires japonais purent se mettre hors de portée des tirs russes. La flotte impériale de Russie déplora la perte de l’Osliabia, la Marine impériale du Japon perdit le Nissin et le Kasuga. Vers 15 heures 40, de nouveaux tirs furent échangés. Les navires japonais concentrèrent leurs tirs sur le Prince Souvorov, bientôt toute la flotte russe fut engagée dans le combat. La coque de l’Ouchakov fut atteinte par les tirs des croiseurs japonais Iwata et Yakumo. Le premier frappa le cuirassé à tribord près de la ligne de flottaison, le second endommagea la proue, une voie d'eau se déclara à l'avant du navire, la barre ne répondait plus. Après avoir subi de lourdes pertes, les navires russes tentèrent de rallier Vladivostok. Dans la nuit du 27 mai au 28 mai, l’Ouchakov, séparé du 3e escadron commandé par l'amiral Nikolaï Ivanovitch Nebogatov, se retrouva isolé.
À 15 heures, ce 28 mai 1905, l’Amiral Ouchakov se retrouva face à deux croiseurs japonais, l’Azuma et le Yakumo. Six obus de 203 mm et 9 obus de 152 mm atteignirent la tourelle du cuirassé. Les Japonais, espérant se saisir de l’Amiral Ouchakov, proposèrent aux Russes de rendre les armes : « Je vous conseille de vous rendre ». La réponse de V.N Mikloukho-Maklaï, commandant de l’Amiral Ouchakov, ne se fit pas attendre : « La suite du message ne nous intéresse pas, nous allons ouvrir le feu ». Lorsque les obus russes commencèrent à tomber près de l’Azuma et du Yakumo, les Japonais se placèrent hors de portée des tirs du cuirassé et ouvrirent le feu.
La barre de l’Amiral Ouchakov ne répondant plus, le cuirassé ne put se défendre efficacement. Pendant 20 minutes, les deux croiseurs japonais tirèrent des obus de 120 mm ; la proue du cuirassé avait cessé d'exister. 10 minutes plus tard, des obus de 305 mm causèrent de graves dommages sous la ligne de flottaison de l’Amiral Ouchakov. V.N. Mikloukho, commandant du cuirassé, jugeant le navire inapte au combat, ordonna son sabordage. Certains hommes d'équipage purent sauter à l'eau. Quelques minutes plus tard, l’Amiral Ouchakov se coucha sur le côté droit puis disparut dans les profondeurs de la mer, emportant avec lui son commandant, un officier et 60 hommes d'équipage.
Quant à l’Amiral Seniavine et à l’Amiral général Apraxine, ils furent capturés par l'ennemi, ils servirent dans la Marine impériale du Japon sous les noms de Mishima et Okinosima. Ce dernier fut rayé des effectifs de la marine japonaise en 1939, le Mishima fut utilisé comme navire cible, il est coulé en 1936.

## Les victimes du sabordage de l’Amiral Ouchakov
- V.N. Mikloukho-Maklaï, frère du naturaliste russe, explorateur de la Nouvelle-Guinée Nikolaï Mikloukho-Maklaï
- un officier
- 60 membres d'équipage.

## Sources
- (ru) , www.cardarmy.ru
- (ru) , www.morkniga.ru